# Mario Pizziolo
Mario Pizziolo (Castellammare Adriatico, 7 dicembre 1909 – Firenze, 30 aprile 1990) è stato un calciatore e allenatore di calcio italiano, di ruolo mediano. Campione mondiale con l'Italia nel 1934. I numerosi infortuni subiti nel corso della carriera lo costrinsero al ritiro dall’agonismo a soli 27 anni.

## Carriera

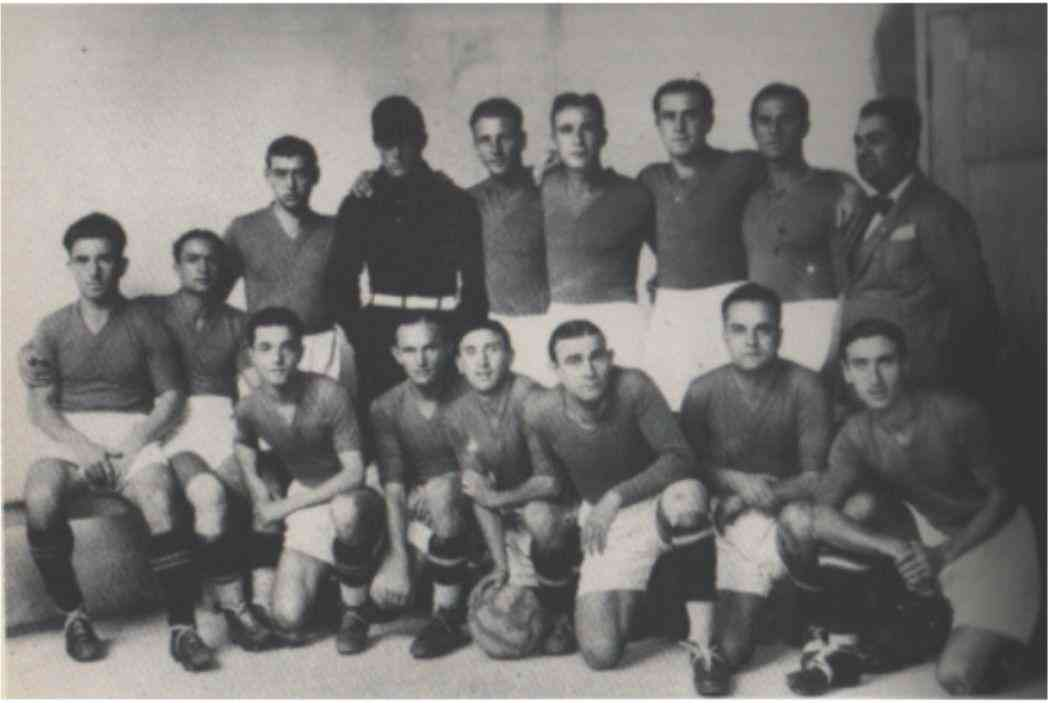
La prima formazione in serie A della Fiorentina 1931-1932. In alto: Vignolini, Ballanti, Gazzari, Pizziolo, Bigogno, Pitto. In basso: Gregar, Baldinotti, Prendato, Bonesini, Busini, Rivolo, allenatore Hermann Felsner.

Dopo un apprendistato nelle giovanili di Livorno, e Ternana, Pizziolo approdò nel 1924 alla Pistoiese, dalla quale fu ceduto alla Fiorentina, allora in Serie B, nel 1929, rimanendovi sino al 1936 per un totale di 197 incontri disputati (con tre reti all'attivo). Nel 1937 torna nella città natale e partecipa al suo ultimo campionato da calciatore in prima divisione con il Pescara Calcio. Dal 1939 intraprende, proprio nel capoluogo adriatico, la carriera da allenatore professionista portando i biancazzurri per la prima volta in serie B; allenò anche la Richard Ginori di Sesto Fiorentino.

### Il mondiale del 1934
Partito titolare della squadra azzurra, Pizziolo si infortunò gravemente (rottura dei legamenti del ginocchio sinistro) nella prima partita dei quarti di finale disputatasi nella "sua" Firenze, contro la Spagna, cedendo il posto ad Attilio Ferraris. Nonostante fosse uno dei calciatori prediletti da Vittorio Pozzo, la scelta del regime fascista di premiare con la medaglia della federazione solo i partecipanti alla finale contro la Cecoslovacchia lo privò del titolo ufficiale di "campione del mondo", fra le proteste e gli appelli del commissario unico Pozzo e dei suoi compagni di squadra. Nel 1988, ossia 54 anni dopo, la Federazione compì un gesto riparatore onorando finalmente Pizziolo con la medaglia ufficiale. Era, in quel momento, assieme ad Angelo Schiavio e Felice Borel, uno degli ultimi sopravvissuti della squadra campione del mondo del 1934. Pizziolo non riuscì a vivere abbastanza per vedere di nuovo i mondiali di calcio disputati in Italia. Infatti morì il 30 aprile 1990 a pochi giorni dall'inizio della fase finale della competizione.

## Statistiche

### Presenze e reti in Nazionale
| Cronologia completa delle presenze e delle reti in nazionale ― Italia | Cronologia completa delle presenze e delle reti in nazionale ― Italia | Cronologia completa delle presenze e delle reti in nazionale ― Italia | Cronologia completa delle presenze e delle reti in nazionale ― Italia | Cronologia completa delle presenze e delle reti in nazionale ― Italia | Cronologia completa delle presenze e delle reti in nazionale ― Italia | Cronologia completa delle presenze e delle reti in nazionale ― Italia | Cronologia completa delle presenze e delle reti in nazionale ― Italia |
| Data                                                                  | Città                                                                 | In casa                                                               | Risultato                                                             | Ospiti                                                                | Competizione                                                          | Reti                                                                  | Note                                                                  |
| --------------------------------------------------------------------- | --------------------------------------------------------------------- | --------------------------------------------------------------------- | --------------------------------------------------------------------- | --------------------------------------------------------------------- | --------------------------------------------------------------------- | --------------------------------------------------------------------- | --------------------------------------------------------------------- |
| 1-1-1933                                                              | Bologna                                                               | Italia                                                                | 3 – 1                                                                 | Germania                                                              | Amichevole                                                            | -                                                                     |                                                                       |
| 12-2-1933                                                             | Bruxelles                                                             | Belgio                                                                | 2 – 3                                                                 | Italia                                                                | Amichevole                                                            | -                                                                     |                                                                       |
| 2-4-1933                                                              | Ginevra                                                               | Svizzera                                                              | 0 – 3                                                                 | Italia                                                                | Coppa Internazionale                                                  | -                                                                     |                                                                       |
| 7-5-1933                                                              | Firenze                                                               | Italia                                                                | 2 – 0                                                                 | Cecoslovacchia                                                        | Coppa Internazionale                                                  | -                                                                     |                                                                       |
| 13-5-1933                                                             | Roma                                                                  | Italia                                                                | 1 – 1                                                                 | Inghilterra                                                           | Amichevole                                                            | -                                                                     |                                                                       |
| 22-10-1933                                                            | Budapest                                                              | Ungheria                                                              | 0 – 1                                                                 | Italia                                                                | Coppa Internazionale                                                  | -                                                                     |                                                                       |
| 3-12-1933                                                             | Firenze                                                               | Italia                                                                | 5 – 2                                                                 | Svizzera                                                              | Coppa Internazionale                                                  | 1                                                                     |                                                                       |
| 11-2-1934                                                             | Torino                                                                | Italia                                                                | 2 – 4                                                                 | Austria                                                               | Coppa Internazionale                                                  | -                                                                     |                                                                       |
| 27-5-1934                                                             | Roma                                                                  | Italia                                                                | 7 – 1                                                                 | Stati Uniti                                                           | Mondiali 1934 - Ottavi                                                | -                                                                     |                                                                       |
| 31-5-1934                                                             | Firenze                                                               | Italia                                                                | 1 – 1                                                                 | Spagna                                                                | Mondiali 1934 - Quarti                                                | -                                                                     |                                                                       |
| 9-12-1934                                                             | Milano                                                                | Italia                                                                | 4 – 2                                                                 | Ungheria                                                              | Amichevole                                                            | -                                                                     |                                                                       |
| 5-4-1936                                                              | Zurigo                                                                | Svizzera                                                              | 1 – 2                                                                 | Italia                                                                | Amichevole                                                            | -                                                                     |                                                                       |
| Totale                                                                |                                                                       | Presenze                                                              | 12                                                                    |                                                                       | Reti                                                                  | 1                                                                     |                                                                       |

## Palmarès

### Giocatore

#### Club
- Campionato italiano di Serie B: 1

Fiorentina: 1930-1931

#### Nazionale
- Campionato mondiale: 1

Italia 1934
- Coppa Internazionale: 1

1933-1935

### Allenatore

#### Competizioni nazionali
- Serie C: 1

Pescara: 1940-1941